# Termopsidae
Las termitas de madera húmeda (Termopsidae) constituyen una pequeña y primitiva familia de termitas (Isotera). Existen alrededor de 4-5 géneros actuales con 13-20 especies vivas, pero se pueden dividir en varias subfamilias. Pueden ser una molestia, pero en comparación, por ejemplo, con las termitas de madera seca (Kalotermitidae) por lo general no causan grandes daños a edificios y otras estructuras hechas por el hombre. Como su nombre lo indica, les gusta comer madera que no se ha secado, tal vez incluso la que se encuentra en descomposición, y por consiguiente de poca utilidad para los seres humanos.

## Sistemática
Las termitas, como grupo,  se clasificaron tradicionalmente en el Exopterygota, pero como un tratamiento indiscriminado, se hace que un grupo parafilético de grado neopteros basales. Así, las termitas y sus parientes más cercanos, como las cucarachas son, hoy en día, separados en un clado llamado Dictyoptera. Las termitas de madera húmeda a veces se incluyen con las termitas cosechadoras (Hodotermitidae), pero esto no es seguido por la mayoría de los autores y, de hecho las dos familias parecen representar dos linajes distintos que sólo conservan plesiomorfías similares y suelen ser más de la familia Isoptera.
Como era de esperar, dos de las subfamilias que se colocan normalmente en la familia Termopsidae son monotípicos. La otra contiene 3 géneros. Sin embargo, la familia Stolotermes es algo aberrante y su colocación en el Termopsidae está en la necesidad de control; el conocimiento actual sugiere que podría ser mejor considerar de las termitas más avanzadas, como Rhinotermitidae y Termitidae, que tal vez sería mejor colocarlo con estos, tal vez incluso merece ser tratado como propio de la familia Serritermes.

## Subfamilias
- Subfamilia Termopsinae
  - Género Archotermopsis (monotípico)
  - Género Hodotermopsis (6 especies)
  - Género Zootermopsis (3 especies)
- Subfamilia Porotermitinae
  - Género Porotermes (3 especies)
- Subfamilia Stolotermitinae - provisionalmente colocado aquí
  - Género Stolotermes (7 especies)

Existen varios géneros prehistóricos colocados aquí, conocidos sólo a partir de fósiles. Dado que sólo una pequeña parte de la diversidad de termitas de madera húmeda antiguas sobreviven, es bastante difícil de asignar estas a las subfamilias. Varios miembros parecen representar una familia muy antigua, que pueden ser Termopsidae basal  por lo que es realmente injustificada para colocarlos en una subfamilia en absoluto.
- Género Asiatermes (Cretácico Inferior de China)
- Género Huaxiatermes (Cretácico Inferior de China)
- Género Mesotermopsis (Cretácico Inferior de China)
- Género Cretatermes (Cretácico Tardío de Labrador, Canadá)
- Género Lutetiatermes (Cretácico Tardío de Francia)
- Género Paleotermopsis (Oligoceno tardío de Francia)
- Género Parotermes (Oligoceno de Colorado, EE. UU.)
- Género Valditermes - Puesto aquí con carácter provisional.[1]